# Wagaya no Oinari-sama.
Wagaya no Oinari-sama (我が家のお稲荷さま。?), è una serie di light novel giapponese creata da Jin Shibamura ed illustrata da Eizō Hōden, pubblicata per la prima volta il 10 febbraio 2004 dalla MediaWorks -ora ASCII Media Works- e raccolta, fino a luglio 2008, in 7 volumi.
A partire dal 27 febbraio 2007 è iniziata anche la pubblicazione manga della serie a cura di Suiren Shōfū sul Dengeki Comic Gao!, spostata successivamente sul Dengeki Daioh. Al momento sono stati pubblicati 2 tankōbon.
Il 6 aprile 2008 è invece iniziata la serie animata, della durata di 24 puntate, prodotta dalla Zexcs e mandata in onda regionalmente in Giappone.

## Light novel
Wagaya no Oinari-sama. nacque inizialmente come ligh novel, scritta da Jin Shibamura e disegnata da Eizō Hōden, pubblicata dalla ASCII Media Works. La prima di esse, pubblicata il 10 febbraio 2007, vinse anche il premio d'oro nella Premiazione romanzi Dengeki di quell'anno.

## Manga
Il manga è pubblicato dalla ASCII Media Works, dapprima pubblicato sulla rivista Dengeki Comic Gao!, ed in seguito sul Dengeki Daioh. Il manga ripercorre la stessa storia dei romanzi, ed il suo primo tankōbon è stato venduto a partire dal novembre 2007.

## Anime
L'adattamento anime è stato prodotto dallo studio di animazione Zexcs, ed è trasmesso a livello regionale in Giappone a partire dal 6 aprile 2008.
Sigla di apertura
「KI-ZU-NA 〜遥かなる者へ」 ("KI-ZU-NA ~Haruka Naru Mono e"?) di Hitomi Sora
Sigla di chiusura
「風がなにかを言おうとしている」 ("Kaze ga Nanika wo Iou to Shiteiru"?) di Saori Hayami